# Glandirana
Glandirana es un género de anfibios anuros de la familia Ranidae. Fue descrito por primera vez por Fei, Ye y Huang en 1990 a partir de un ejemplar de Rana minima Ting and Ts'ai, 1979 —actualmente sinónimo de Glandirana minima— del este de la provincia de Fujian, China.
Este género asiático se puede encontrar en Corea y el noreste de China, quizá también se halle en la cuenca rusa del río Ussuri y sur y sudeste de China. También habita en Japón: islas de Honshu, Sado, Shikoku y Kyushu y a finales del siglo XX fue introducido en Hawái (Estados Unidos).

## Sistemática
Hasta finales del siglo XX, las especies de este género se incluían en el género Rana.
Especies que componen este género:
- Glandirana emeljanovi (Nikolskii, 1913) — Corea, China y quizá en Rusia.
- Glandirana minima (Ting and T'sai, 1979) — Provincia de Fujian (China).
- Glandirana rugosa (Temminck and Schlegel, 1838) — Japón y Hawái.
- Glandirana susurra[3] (Sekiya, Miura & Ogata, 2012) — Japón.
- Glandirana tientaiensis (Chang, 1933) — China central.